# Югид-Вуктил
Юги́д-Вукти́л або Югидво́ж (рос. Югыд-Вуктыл, Югыдвож) — річка в Республіці Комі, Росія, права притока річки Вуктил, правої притоки річки Печора. Протікає територією Троїцько-Печорського району та Вуктильського міського округу.
Іноді річка називається Югидвож і є правою твірною річки Вуктил (при цьому ліва твірна називається Гудирвож). Верхня течія знаходиться на території Троїцько-Печорського району. Протікає на північ, північний захід, північний схід, північ, захід, північний захід, захід та північний захід.
Притоки:
- праві — Парма-Вож, Кур'я-Йоль, Югидйоль (Югид-Йоль, Югид'єль), Парма-Вож (Пармавож), Кирта-Йоль, Варканйоль (Варкан-Йоль, Варкан'єль), Вася-Едейоль (Вася-Еде-Йоль), Вуктил-Иджид-Йоль (Иджид'єль)